# ズアーブ兵
ズアーブ兵（ずあーぶへい、フランス語: Zouaves）は、1831年にアルジェリア人、チュニジア人を基本に編成されたフランスの歩兵である。当時、北アフリカはフランスの植民地だった。第一次世界大戦でも、フランス陸軍の精鋭部隊として活躍した。第二次世界大戦後の北アフリカ植民地の独立により、1962年に廃止された。
背中の彫り物、髭、ジャケットなど兵士の風俗に特色がある。特にその軍服のデザインは他国の軍隊でも参考にされた。例えば、教皇領の軍隊でも採用され、教皇のズアーブ兵（Papal Zouave）と称してイタリア統一運動に対抗する戦力として用いられた。アメリカ南北戦争でも、南北両軍にズアーブを称する義勇兵部隊があった。民間用のファッションにも取り入れられ、ゆったりとしたズアーブパンツ、ズアーブジャケットなどが生まれている。

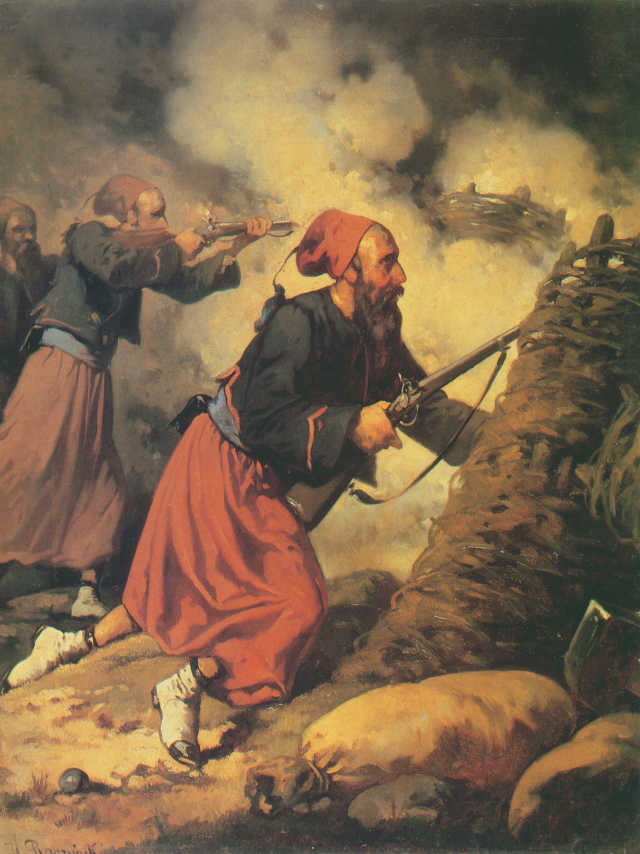
1858年ころに描かれたズアーブ兵。
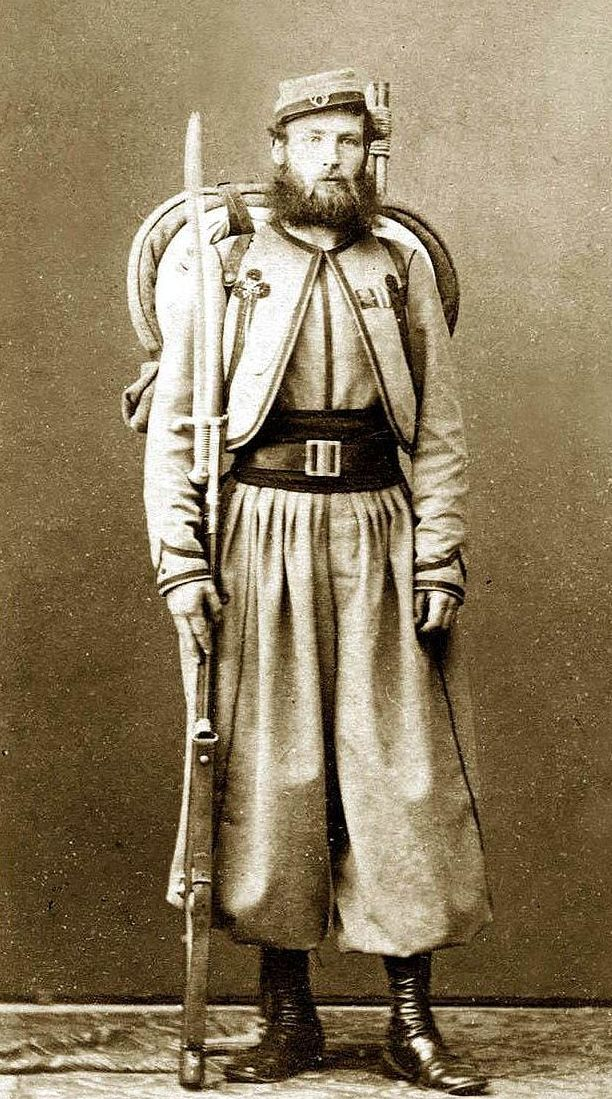
1865年に撮影された教皇領のズアーブ兵。
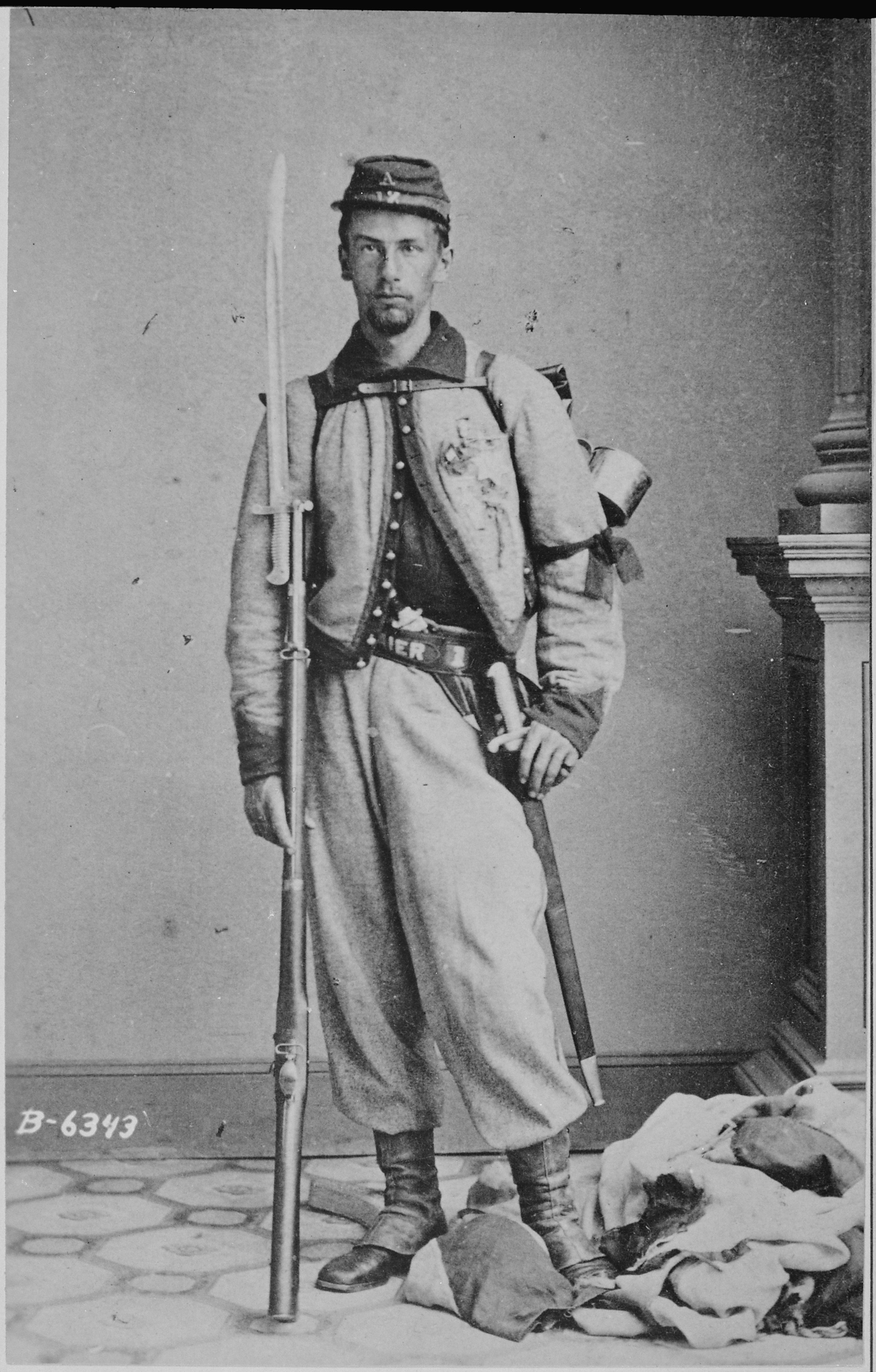
アメリカ南北戦争時の北軍ズアーブ兵。
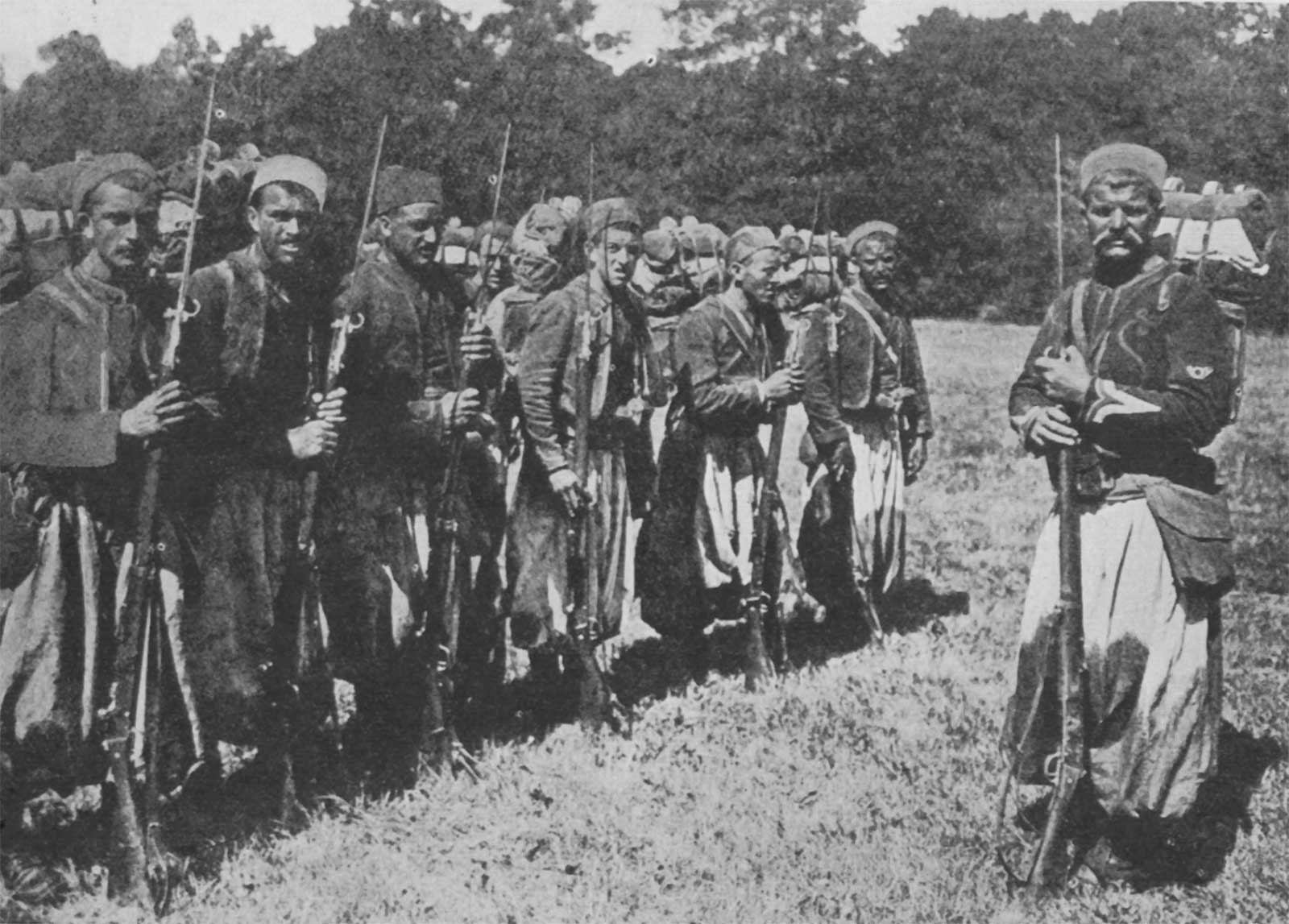
第一次世界大戦初期の仏軍ズアーブ兵。